# Hội Trầm tích Việt Nam
Hội Trầm tích Việt Nam là tổ chức xã hội - nghề nghiệp phi lợi nhuận của những người và tổ chức hoạt động trong các lĩnh vực liên quan đến chuyên ngành Trầm tích tại Việt Nam. Hội là tổ chức thành viên của Tổng hội Địa chất Việt Nam .
Hội có tên giao dịch tiếng Anh là Vietnam Association of Sedimentologists, viết tắt là VAS.
Hội được thành lập theo Quyết định phê duyệt của Bộ Nội vụ số 18/2005/QĐ-BNV ngày 20 tháng 01 năm 2005 .
Văn phòng địa chỉ phòng 606 nhà T5 đường Nguyễn Trãi quận Thanh Xuân, Hà Nội.